# Help! (álbum)
Help! es el quinto álbum de estudio de la banda de rock The Beatles lanzado al mercado el 6 de agosto de 1965 por Parlophone. Al mismo tiempo es la banda sonora de su película de mismo nombre. Producido por George Martin, el disco presenta 14 canciones en su forma británica original, de las cuales 7 aparecieron en la película Help!. Estas 7 canciones ocuparon el primer lado del álbum de vinilo. El segundo lado contuvo otras siete canciones que incluía el tema más versionado jamás escrito, «Yesterday».
La edición americana se había convertido en una verdadera banda sonora de película, al mezclar las primeras siete canciones con material orquestal de la película. De las otras siete canciones, dos se publicarían en la versión estadounidense del siguiente álbum de los Beatles, Rubber Soul; dos se editarían en un mismo disco sencillo americano, apareciendo después en el álbum Yesterday and Today; y tres aparecerían en Beatles VI.
En 2003, la revista Rolling Stone clasificó Help! en el puesto 332 de su lista de los 500 mejores álbumes de todos los tiempos.

## Música
El álbum mostraba la maduración que adquiría constantemente la música de los Beatles, con un eclecticismo que iba más allá de los límites de la música «pop» o la música «beat». Contenía «Yesterday», de Paul McCartney, arreglada para guitarra y un cuarteto de cuerda, y grabada sin los otros miembros del grupo. «You've Got to Hide Your Love Away», de John Lennon, indicaba la influencia que tenía Bob Dylan sobre el cantante, aparte de usarse en el tema el instrumento de la flauta clásica. Mientras que las composiciones del álbum de 1964 Beatles for Sale, así como del tema «I'll Cry Instead» del disco A Hard Day's Night, se apoyaban en la dirección del género del «country and western», la canción de McCartney «I've Just Seen a Face» se compuso casi al más puro estilo del «country», teniendo tal velocidad esta canción, que se podría adscribir al género «bluegrass» si no fuera por la ausencia del uso del banjo y violín en ese tema.
El sonido de «Ticket to Ride», publicado como sencillo, fue comparado por Lennon como «pesado» en relación con el sonido de las canciones previamente editadas por el grupo, y «audaz» en su referencia a la convivencia conjunta de un chico y una chica en su letra. McCartney valoró el arreglo del tema como «totalmente radical».
George Harrison contribuyó en el álbum con las canciones «I Need You» y «You Like Me Too Much», sus primeras canciones en ser incluidas en un disco de los Beatles desde «Don't Bother Me» de With the Beatles.
Help! contenía dos canciones no originales de los Beatles y algunos temas más cercanos a sus canciones pop editadas por el grupo en sus anteriores discos, aunque ya habían dado un paso adelante en futuros logros por llegar. En la nota de los créditos de la funda del disco se hacía constar el uso más extensivo y prominente que Lennon y McCartney hacían del instrumento de teclado, previamente tocado oportunamente por Martin en las grabaciones anteriores del cuarteto y que tanto alteraría el futuro sonido del grupo y la forma de abordar el proceso de grabación, especialmente por parte de McCartney. La tecnología de sobregrabación en cuatro pistas animaría a ello. Lennon, por su parte, hizo aquí más uso de la guitarra acústica, abandonando así su famosa Rickenbacker. Todo esto ya se vislumbraba en el previo Beatles for Sale, aunque no haya sido tan evidente entonces por haberse grabado el disco de forma apresurada, por carecer de canciones de éxito, y por contener varias versiones de temas favoritos ajenos.
Años después, Lennon diría que la canción que daba título al disco era una sincera llamada de socorro a la gente, al sentir la presión de la fama que tenían los Beatles y comenzar a sentirse infeliz consigo mismo (lo que llamaría después su periodo del «Elvis obeso»), y que la canción se había convertido de ser una lenta al estilo de «Only the Lonely» de Roy Orbison, a ser una canción pop más rítmica a resultas de las presiones comerciales.
Las canciones «Act Naturally», «It's Only Love», «You Like Me Too Much» y «Yesterday» (cada una cantada por un miembro diferente del grupo) se extraerían de este álbum para ser publicadas en el EP Yesterday editado el 4 de marzo de 1966.

## Canciones rechazadas
Algunas canciones destinadas originalmente para la película no fueron usadas por sugerencia de los propios Beatles. Lennon y McCartney compusieron «If You've Got Trouble» para que fuera cantada por Ringo Starr, pero el tema se desestimó, y Starr cantó «Act Naturally» a cambio. «That Means a Lot» fue escrita para su empleo en la película, pero los Beatles no estuvieron satisfechos con su interpretación y se la dieron al cantante y actor estadounidense P.J. Proby, quien la editaría como sencillo. Lennon había dicho que «Yes It Is» era «yo intentando componer un nuevo 'This Boy', pero no llegó a funcionar»; acabó como cara B de «Ticket to Ride» y en el álbum estadounidense Beatles VI. «You Like Me Too Much» y «Tell Me What You See» fueron desestimadas para su uso en el film por su director Richard Lester, aunque aparecieron en el álbum (y también en Beatles VI).
Tiempo después, en junio de 1965, la canción «Wait» se grabó con destino al álbum. Sin embargo, el tema (con alguna nueva sobregrabación) acabó finalmente en Rubber Soul, al necesitarse otra canción para completar este disco.

## La portada
La portada del álbum presentaba al grupo con los brazos posicionados para deletrear una palabra en  alfabeto semáforo. De acuerdo con el fotógrafo de la portada del álbum Robert Freeman: «Tuve la idea de representar a través del alfabeto semáforo la palabra «HELP». Pero a la hora de tomar la foto, el arreglo de la posición de los brazos con esas letras no acababa de quedar bien. Así que decidimos improvisar y terminamos con la mejor posición gráfica de los brazos que se nos ocurrió».
En la edición británica de Help!, las letras formadas por los Beatles en la portada aparecieron deletreadas como «NUJV», mientras que la ligeramente retocada portada de la edición estadounidense de Capitol Records apareció reflejando las letras «NVUJ».

## La edición en Disco Compacto
Hubo hasta un total de tres ediciones en disco compacto del álbum británico Help!. La primera fue el 30 de abril de 1987. Existiendo únicamente como disco de importación en el pasado, la versión original británica de catorce canciones sustituyó definitivamente a la versión original estadounidense con la edición del álbum en aquel país en CD, LP y casete el 21 de julio de 1987. Tal como sucedió con la edición en CD de Rubber Soul, el disco compacto de Help! contenía una remezcla estereofónica digital contemporánea del álbum preparado por Martin en 1986. Éste mostró su preocupación a EMI sobre la remezcla estereofónica original de 1965, afirmando que sonaba «muy desfasada, y no del todo como pienso debía ser una buena edición». Martin volvió entonces de nuevo a las cintas de cuatro pistas originales para remezclarlas otra vez para el sonido estereofónico. Una de los cambios más notables fue el eco añadido a la canción «Dizzy Miss Lizzy», algo que no era evidente en la mezcla original del LP. Algunas copias canadienses de ediciones de Rubber Soul y Help! usan las mezclas originales de los álbumes, presumiblemente por error.
El CD estereofónico remasterizado de 2009 fue publicado el 9 de septiembre de ese año. Fue «creado con las cintas máster digitales estereofónicas originales de las mezclas para CD hechas por Martin en 1986». El disco en el box set de The Beatles in Mono contiene la mezcla monoaural de 1965, así como la mezcla estereofónica de 1965.

## Lista de canciones
Todas las canciones escritas y compuestas por Lennon—McCartney, excepto donde esta anotado. 
| Cara 1: Canciones de la película Help! |                                     |                     |          |  |
| N.º                                    | Título                              | Vocalista principal | Duración |  |
| 1.                                     | «Help!»                             | Lennon              | 2:23     |  |
| 2.                                     | «The Night Before»                  | McCartney           | 2:33     |  |
| 3.                                     | «You've Got to Hide Your Love Away» | Lennon              | 2:12     |  |
| 4.                                     | «I Need You» (Harrison)             | Harrison            | 2:32     |  |
| 5.                                     | «Another Girl»                      | McCartney           | 2:10     |  |
| 6.                                     | «You're Going to Lose That Girl»    | Lennon              | 2:20     |  |
| 7.                                     | «Ticket to Ride»                    | Lennon              | 3:14     |  |
| 17:17                                  |                                     |                     |          |  |

| Cara 2: |                                    |                     |          |  |
| N.º     | Título                             | Vocalista principal | Duración |  |
| 1.      | «Act Naturally» (Morrison—Russell) | Starr               | 2:31     |  |
| 2.      | «It's Only Love»                   | Lennon              | 1:57     |  |
| 3.      | «You Like Me Too Much» (Harrison)  | Harrison            | 2:41     |  |
| 4.      | «Tell Me What You See»             | Lennon y McCartney  | 2:42     |  |
| 5.      | «I've Just Seen a Face»            | McCartney           | 2:04     |  |
| 6.      | «Yesterday»                        | McCartney           | 2:06     |  |
| 7.      | «Dizzy Miss Lizzy» (Williams)      | Lennon              | 2:55     |  |
| 16:59   |                                    |                     |          |  |

## Personal
The Beatles
- John Lennon: voz solista, segunda voz en «Tell Me What You See», armonía vocal; guitarra rítmica acústica, guitarra rítmica, guitarra acústica en «I've Just Seen a Face»; piano eléctrico.
- Paul McCartney: voz solista, segunda voz en «Ticket to Ride», armonía vocal; bajo; guitarra rítmica acústica en «You've Got to Hide Your Love Away», guitarra solista, guitarra acústica; piano, piano eléctrico.
- George Harrison: voz solista, armonía vocal; guitarra solista, guitarra solista acústica, guitarra rítmica eléctrica en «Another Girl», guitarra rítmica en «Ticket to Ride».
- Ringo Starr: voz solista en «Act Naturally»; batería, baquetas en «Act Naturally», escobillas en «I've Just Seen a Face», claves y güiro en «Tell Me What You See», cencerro; bongós en «You're Going to Lose That Girl», pandereta; shaker en «You've Got to Hide Your Love Away», maracas; palmas en «Ticket to Ride».

Músicos adicionales
- Johnnie Scott: flautas tenor y alta en «You've Got to Hide Your Love Away».
- George Martin (con Paul McCartney): piano de cola en «You Like Me Too Much».
- cuarteto de dos violines, una viola y un violonchelo en «Yesterday», con arreglos y dirección orquestal de George Martin.

Producción
- George Martin: producción y mezclas.
- Norman Smith: ingeniero de sonido y mezclas.
- Ken Scott: 2.º ingeniero de sonido y mezclas.
- Phil McDonald: 2.º ingeniero de sonido y mezclas.
- Jerry Boys: 2.º ingeniero de sonido.
- Malcolm Davies: 2.º ingeniero de mezclas.

Otros
- Robert Freeman: fotografías de la portada y contraportada del álbum.

## Posición en las listas de éxito
| País        | Lista (1965)        | Posición más alta | Semanas en la 1.ª pos. |
| ----------- | ------------------- | ----------------- | ---------------------- |
| Reino Unido | Record Retailer     | N.º 1             | 9                      |
| Reino Unido | New Musical Express | N.º 1             |                        |
| Reino Unido | Melody Maker        | N.º 1             |                        |

## Lanzamiento estadounidense
La versión estadounidense del álbum, el octavo de la banda en Capitol Records y décimo en total, incluía las canciones de la película de mismo título además de selecciones orquestales compuestas por Ken Thorne e interpretadas por la orquesta de George Martin, y que contenía uno de los primeros usos de un sitar hindú en un álbum pop. Incluía una adaptación del tema de «James Bond», de Monty Norman, que precedía a la primera pista del disco, la canción «Help!». Asimismo, el tema instrumental «In the Tyrol» era una versión arreglada de la obertura de Richard Wagner al preludio del III acto de la ópera «Lohengrin».
«Ticket to Ride» era el único tema en estéreo duofónico (también conocido como «falso estéreo») reprocesado desde la mezcla en mono. Este álbum estuvo disponible en CD como parte de The Capitol Albums Vol. 2, que también incluía la versión monoaural de la edición estadounidense de este álbum, y que era en realidad una conversión de la mezcla estereofónica al sonido monofónico, incluido el «falso estéreo» duofónico de «Ticket to Ride» reconvertido a mono, aún habiendo dispuesto Capitol en su haber las mezclas monoaurales de los sencillos de esta canción y «Help!».

### Lista de canciones
| Cara 1: Canciones y selecciones instrumentales de la película de United Artists Help! | |                     |          |  |
| N.º                                                                                   | Título                                                                                                 | Vocalista principal | Duración |  |
| 1.                                                                                    | «Help!» (John Lennon-Paul McCartney)                                                                   | Lennon              | 2:35     |  |
| 2.                                                                                    | «The Night Before» (John Lennon-Paul McCartney)                                                        | McCartney           | 2:33     |  |
| 3.                                                                                    | «From Me to You Fantasy» (John Lennon-Paul McCartney)                                                  | (Instrumental)      | 2:03     |  |
| 4.                                                                                    | «You've Got to Hide Your Love Away» (John Lennon-Paul McCartney)                                       | Lennon              | 2:08     |  |
| 5.                                                                                    | «I Need You» (George Harrison)                                                                         | Harrison            | 2:28     |  |
| 6.                                                                                    | «In the Tyrol» (Versión arreglada de la obertura de Wagner al III acto de «Lohengrin» - estilo Beatle) | (Instrumental)      | 2:21     |  |
| 14:08                                                                                 | |                     |          |  |

| Cara 2: Canciones y selecciones instrumentales de la película de United Artists Help! |                                                            |                     |          |  |
| N.º                                                                                   | Título                                                     | Vocalista principal | Duración |  |
| 1.                                                                                    | «Another Girl» (John Lennon-Paul McCartney)                | McCartney           | 2:02     |  |
| 2.                                                                                    | «Another Hard Day's Night» (John Lennon-Paul McCartney)    | (Instrumental)      | 2:28     |  |
| 3.                                                                                    | «Ticket to Ride» (John Lennon-Paul McCartney)              | Lennon              | 3:03     |  |
| 4.                                                                                    | «The Bitter End»                                           | (Instrumental)      | 2:20     |  |
| 5.                                                                                    | «You're Gonna Lose That Girl» (John Lennon-Paul McCartney) | Lennon              | 2:18     |  |
| 6.                                                                                    | «The Chase»                                                | (Instrumental)      | 2:24     |  |
| 14:35                                                                                 |                                                            |                     |          |  |

## Personal
The Beatles
- John Lennon — vocalista, guitarra rítmica acústica
- Paul McCartney — vocalista, bajo
- George Harrison — vocalista, guitarra solista
- Ringo Starr — batería, pandereta, bongós

Músicos adicionales
- John Scott: flauta en «You've Got to Hide Your Love Away»
- Composiciones instrumentales interpretadas por George Martin y su orquesta

Producción
- George Martin — productor (con producción añadida de Dave Dexter, Jr. en Estados Unidos)
- Norman Smith — ingeniero
- Partitura musical por Ken Thorne

### Posición en las listas de éxitos
| País           | Lista (1965) | Posición más alta | Semanas en la 1.ª pos. |
| -------------- | ------------ | ----------------- | ---------------------- |
| Estados Unidos | Billboard    | N.º 1             | 9                      |
| Estados Unidos | Record World | N.º 1             |                        |
| Estados Unidos | Cash Box     | N.º 1             |                        |

## Lanzamientos
- Ediciones y reediciones[9][10]

| País                                          | Fecha                   | Discográfica               | Formato      | Catálogo                                                        |
| Reino Unido                                   | 6 de agosto de 1965     | Parlophone                 | LP           | PMC 1255 (mono) PCS 3071 (estéreo)                              |
| Estados Unidos                                | 13 de agosto de 1965    | Capitol Records            | LP           | MAS 2386 (mono) (Versión USA) SMAS 2386 (estéreo) (Versión USA) |
| Reedición mundial                             | 1987                    | EMI Records                | CD           | CDP 7 46439 2                                                   |
| Estados Unidos                                | 21 de julio de 1987     | Capitol Records            | LP           | CLJ 46439                                                       |
| Japón                                         | 11 de marzo de 1998     | Toshiba-EMI                | CD           | TOCP 51115                                                      |
| Japón                                         | 21 de enero de 2004     | Toshiba-EMI                | LP (remast.) | TOJP 60135                                                      |
| Reedición mundial (The Capitol Albums Vol. 2) | 11 de abril de 2006     | Capitol Records            | CD           | 0946 3 60335 2 5 (Versión USA)                                  |
| Reedición mundial                             | 9 de septiembre de 2009 | Parlophone Capitol Records | CD (remast.) | 0946 3 82415 2 2 (estéreo)                                      |
| Reedición mundial                             | 9 de septiembre de 2009 | EMI Records                | CD (remast.) | (mono)                                                          |